# Bürkle-Bleiche
Bürkle-Bleiche es un barrio de Emmendingen en Baden-Wurtemberg, Alemania.
Después del fin de la Primera Guerra Mundial Emmendingen commenzó a crear nuevas zonas residenciales y en este contexto comenzó a urbanizar las dos zonas hasta entonces agrícolas Bürkle al sureste del núcleo de la ciudad y Bleiche al sur en dirección del río Elz. Familias con muchos hijos recibieron solares en esta «colonia floral». Después de la Segunda Guerra Mundial Bürkle y Bleiche se fusionaron a una sola zona residencial. En la actualidad el barrio Bürkle-Bleiche tiene unos 8.800 habitantes.
En el barrio Bürkle-Bleiche se encuentra el camino de esculturas de Emmendingen.